# Зброяр Z-10
Зброяр Z-10 (шифр у ЗСУ — UAR-10) — самозарядна (напівавтоматична) гвинтівка з поворотним затвором та автоматикою на основі відведення порохових газів виробництва ТОВ «Зброяр».
В 2018 році офіційно прийнята на озброєння Збройних сил України військова модифікація під назвою UAR-10.

## Конструкція

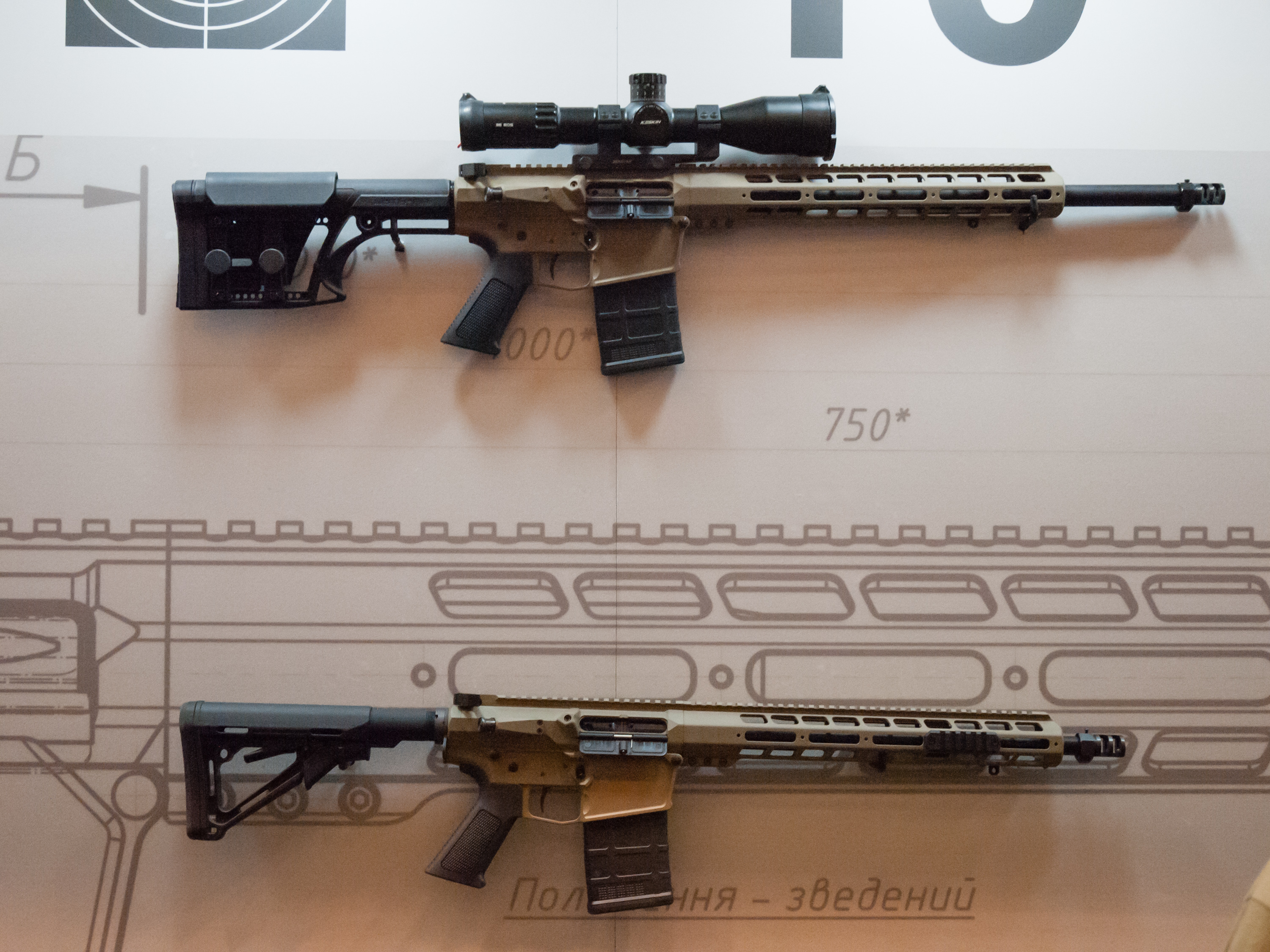
Гвинтівки Z-10 на виставці «Зброя та безпека—2017»

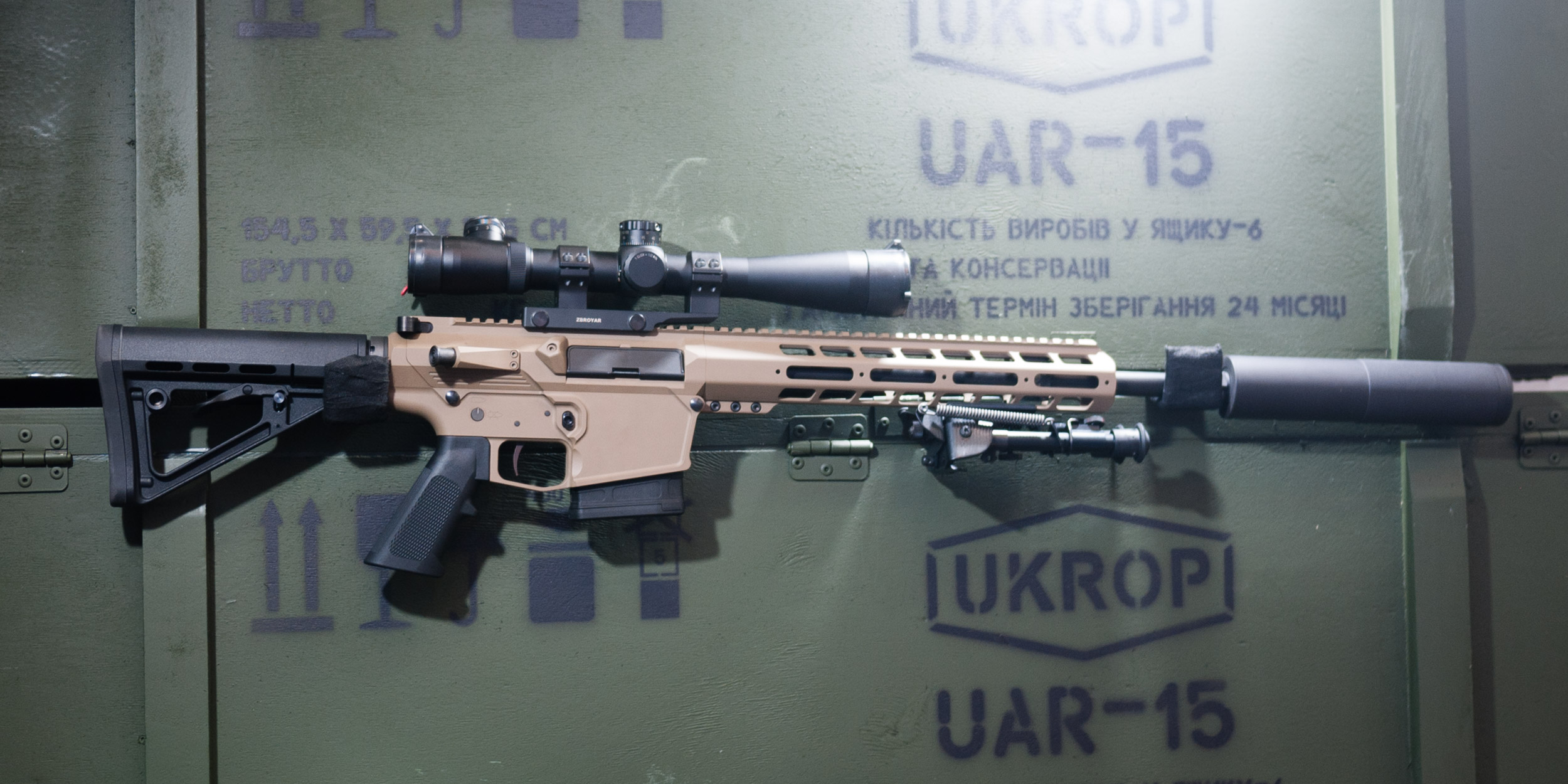
Гвинтівка Z-10, версія 16 дюймів.

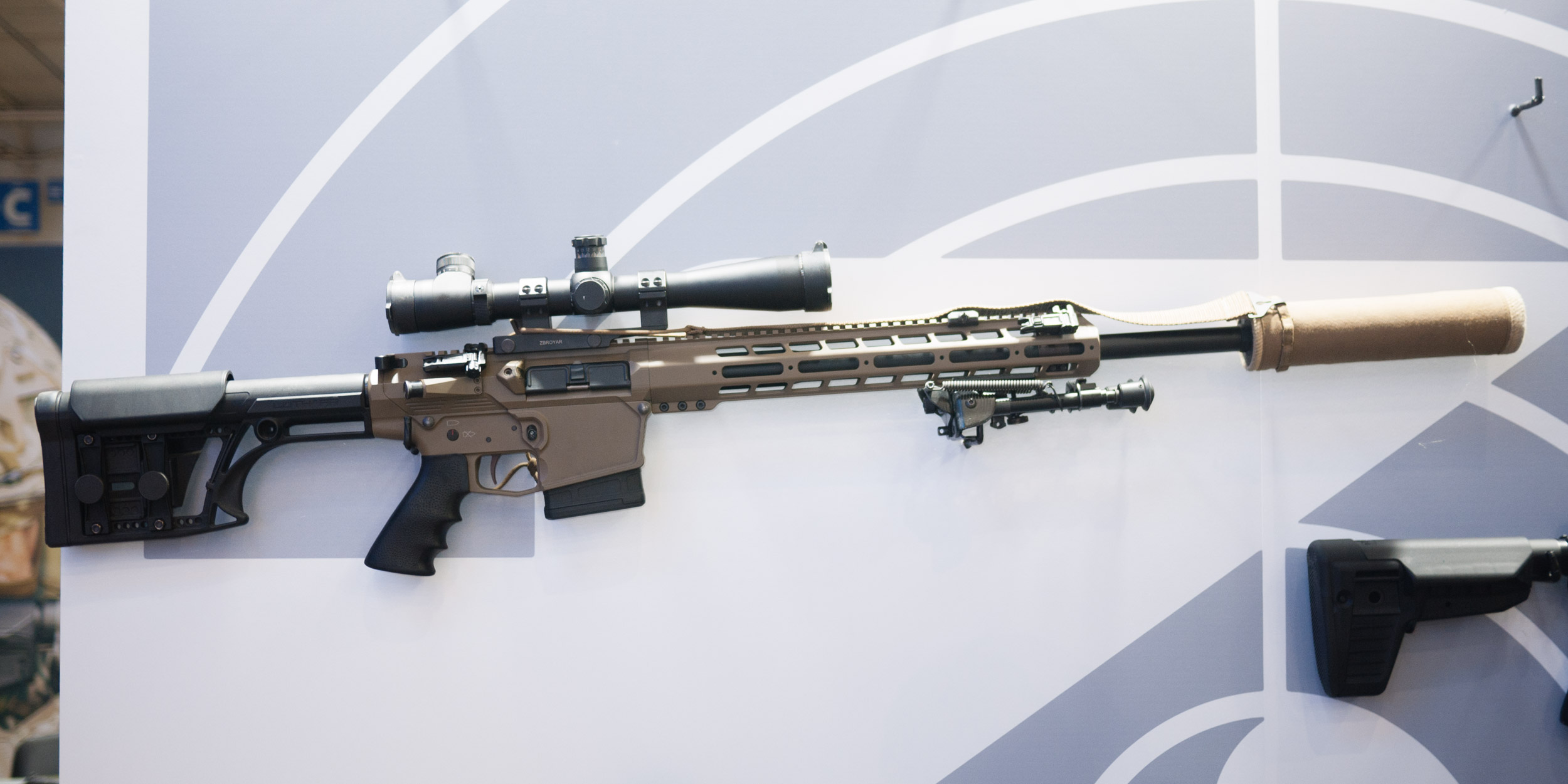
Гвинтівки Z-10, версія 20 дюймів.

Замикання ствола здійснюється поворотом затвора, який має 7 бойових упорів. Гвинтівка може бути розібрана на 2 складові частини, що дозволяє зменшити її габарити та забезпечує компактність під час транспортування. Ствол гвинтівки консольно закріплений, чим забезпечується стабільність пристрілювання. На верхній частині ствольної коробки і на цівку виконані напрямні типу Пікатіні для установки прицільних засобів та інших аксесуарів.
Ударно-спусковий механізм допускає ведення вогню лише одиничними пострілами, оптимізований для точної стрільби. Вільновивішена цівка.
Карабін забезпечений ефективним дульним гальмом і (або) може бути оснащений глушником.
Газ-блок регульований. Гвинтівка штатно забезпечується прикладом MagPul PRS з регульованою щокою і висувним потиличником. Як варіант, можливе встановлення зсувного прикладу FAB чи MagPul CTR.

## Варіанти і модифікації
- Z-10 A1 (Basic) .308 Winchester
- Z-10 A2 (Basic) .308 Winchester
- Z-10 A3 (Basic) .308 Winchester
- Z-10 A4 (Basic) .308 Winchester
- Z-10 B1 (Proff, SS) .308 Winchester
- Z-10 B2 (Proff, SS) 6,5×47 мм
- Z-10 B3 (Proff, SS) .260 Remington
- Z-10 S1 (Bartlein PRS) .308 Winchester
- Z-10 S2 (Bartlein PRS) 6,5×47 мм
- Z-10 S3 (Bartlein PRS) .260 Remington
- Планувався випуск варіантів гвинтівки під набої .243 Winchester, .260 Remington, 7mm-08 Remington, 6.5×47mm Lapua

| Модифікація                   | A1                                            | A2                                            | A3                                            | A4                                            |
| Калібр                        | 7,62×51 мм НАТО, .308 Winchester              | 7,62×51 мм НАТО, .308 Winchester              | 7,62×51 мм НАТО, .308 Winchester              | 7,62×51 мм НАТО, .308 Winchester              |
| Принцип дії                   | відведення порохових газів, поворотний затвор | відведення порохових газів, поворотний затвор | відведення порохових газів, поворотний затвор | відведення порохових газів, поворотний затвор |
| Система                       | Пряме відведення газів                        | Пряме відведення газів                        | Пряме відведення газів                        | Поршень з коротким ходом                      |
| Довжина газ-системи           | Стандартна (rifle)                            | Стандартна (rifle)                            | Середня (midlength)                           | Середня (midlength)                           |
| Довжина гвинтівки, мм         | 1140                                          | 1100                                          | 985                                           | 985                                           |
| Довжина ствола, мм            | 610                                           | 510                                           | 406                                           | 406                                           |
| Початкова швидкість кулі, м/с | 800                                           | 780                                           | 750                                           | 750                                           |
| Прицільна дальність, м        | 800                                           | 500                                           | 400                                           | 400                                           |
| Максимальна дальність, м      | 2000                                          | 2000                                          | 2000                                          | 2000                                          |
| Купчастість, МОА              | 0,75                                          | 1                                             | 1                                             | 1                                             |
| Маса без патронів, кг         | 5,5                                           | 4,7                                           | 4,15                                          | 4,5                                           |
| Місткість магазина            | 10                                            | 10                                            | 10                                            | 10                                            |

### Модифікація UAR-10
В 2018 році для заміни в Збройних силах України морально і фізично застарілої снайперської гвинтівки Драгунова прийняли на озброєння вітчизняну гвинтівку UAR-10 під набій 7,62×51 мм НАТО. Самозарядну напівавтоматичну снайперську гвинтівку UAR-10 можна вважати аналогом американської автоматичної гвинтівки AR-10.
Хромований зсередини ствол, виготовлений із неіржавіючої сталі, має гарантований ресурс до 7000 пострілів.
Вітчизняна снайперська гвинтівка має зручну конструкцію: може бути розібрана на дві складові частини, що дозволяє зменшити її габарити та забезпечує компактність при транспортуванні. Ствол гвинтівки консольно закріплений, чим досягається стабільність пристрілювання. Верхня частина ствольної коробки і цівка обладнані рейками Пікатінні для встановлення прицільних пристосувань та інших аксесуарів. Ударно-спусковий механізм допускає стрільбу лише одиночними пострілами, оптимізований для точної стрільби.
Досить зручним є невеличке заглиблення на ємності для кріплення магазина з набоями з обох боків (під праву чи ліву руку) для кращого утримання пальця поза спусковим гачком. У ній також реалізовано ще одне вдале конструктивне рішення, а саме — завдяки автоматиці на відведенні порохових газів з'явилася можливість здійснювати до 21 пострілу за хвилину. При цьому під час стрільби розсіювання від точки прицілювання становить до 3 см. Прицільна дальність ураження — до 1200 метрів, калібр — 7,62 мм. Її вага становить 5 кг, а довжина (залежно від приклада) — від 103 до 124 см.
Вільновивішена цівка. Для зниження рівня звуку та спалаху під час пострілу гвинтівка може оснащуватися глушником. Вона забезпечена прикладом MagPul PRS з регульованою щокою і висувним потиличником.
Ціна новітніх українських гвинтівок UAR-10 і UAR-15 — від 65 до 248 тисяч ₴ за одиницю.

## Оператори
Україна
- Збройні Сили України — відомо про придбання у 2018 році приватною компанією для Збройних Сил України щонайменше 300 снайперських комплексів, до складу яких входить гвинтівка Z-10[3][4]. Використовується як гвинтівка піхотного снайпера.[5] Станом на 2021 рік, заміна СВД на нові гвинтівки фактично відбулася повністю[6].
  - 79-ї Окремої Десантно-Штурмової бригади (так звані «Кіборги»).[7]
  - 92-ї Окремої Механізованої Бригади.[8]
  - Служба Зовнішньої Розвідки.[2]
  - 25-та окрема повітрянодесантна бригада[9]

## Бойове застосування
Російсько-Українська Війна:
Розповідь снайпера Січеславської бригади:
"Бойове зіткнення з російськими військами відбулося вже в перші дні повномасштабного збройного вторгнення. Завданням було знищити наступаючі сили противника, які наступали, криючи вогнем зі стрілецької зброї та бойових машин. Снайпера прикривали українських протитанкістів, намагаючись якомога більше знищити ворожих стрільців, щоб вони мали змогу відпрацювати по броні. Бій тривав майже годину, але ми впоралися не зважаючи на переважаючу кількість окупантів. Добре запам'яталися бої в Миколаївській області (згадує один з снайперів 25-ї Бригади). Зокрема, закріпившись на позиціях, ми приготувалися до зустрічі росіян. Підпустивши їх на відстань пострілу, наш зведений підрозділ дав бій. Відразу запалали два ворожих танки (з протитанкових засобів), не було шансів і у тих хто намагався втекти, мій снайперський приціл бачить все і кожного. Шість годин безперервного бою, і мали трофейну бронетехніку, полонених та величезну кількість знищених ворогів. Моя гвинтівка не замовкала. Якби я ставив мітки на снайперській зброї, то на моїй гвинтівці вже б точно не було місця. Адже піхота заходила на нас у великій кількості, десятками чоловік. Ми навіть збилися у підрахунках знищених російських солдатів та техніки. А далі, в наступному населеному пункті, були вуличні бої, де відстань до ворогів сягала 10-20 метрів. Вони намагалися штурмувати нас, але отримали жорсткий відпір від підрозділів ДШВ".

### Відео
- Українська снайперська гвинтівка UR-10 на YouTube (5.43, 2019)